# 6516 Gruss
A 6516 Gruss (ideiglenes jelöléssel 1988 TC2) a Naprendszer kisbolygóövében található aszteroida. Antonín Mrkos fedezte fel 1988. október 3-án.